# Chenopodium zoellneri
Chenopodium zoellneri är en amarantväxtart som beskrevs av Paul Aellen. Chenopodium zoellneri ingår i släktet ogräsmållor, och familjen amarantväxter. Inga underarter finns listade i Catalogue of Life.